# Los Zetas
Los Zetas (Zetas, Zs) là một tổ chức tội phạm ở México, được chính phủ Hoa Kỳ đánh giá là "tổ chức tội phạm tinh vi, sử dụng công nghệ cao, và nguy hiểm nhất ở México". Los Zetas có khởi nguồn từ năm 1999, khi một số lính biệt kích thuộc lực lượng ưu tú của Quân đội México đào ngũ và làm việc cho băng đảng ma túy Gulf Cartel. Từ tháng 1 năm 2010, nhóm Los Zetas đã tách khỏi Gulf Cartel và hoạt động như một tổ chức tội phạm riêng biệt.